# S/2017 J 7
S/2017 J 7 eller Jupiter LXVIII, är en av Jupiters naturliga satelliter. Månen upptäcktes av den amerikanske astronomen Scott S. Sheppard 2017 och upptäckten publicerades den 17 juli 2018.
Månen hör till den så kallade Ananke-gruppen. Månen har ännu inte fått något egennamn.